# La creació dels déus: el regne de les tempestes
La creació dels déus: el regne de les tempestes (títol original en xinès, 封神第一部：朝歌风云) és una pel·lícula xinesa de fantasia èpica del 2023 dirigida per Wuershan. La primera pel·lícula de la trilogia La creació dels déus, adaptada de la novel·la fantàstica del segle XVI Fengshen Yanyi escrita per l'autor de la dinastia Ming Xu Zhonglin, compta amb un repartiment coral que inclou Fei Xiang, Li Xuejian, Huang Bo, Yu Shi, Chen Muchi, Narana Erdyneeva i Xia Yu. La primera pel·lícula narra principalment la versió fantàstica i fictícia de les conseqüències polítiques després de l'ascensió de l'últim rei de la dinastia Shang. S'ha doblat i subtitulat al català.
La pel·lícula es va estrenar a la Xina el 20 de juliol de 2023. En data de gener de 2025, era la 28a pel·lícula més taquillera de la història a la Xina, i la trilogia es considera la producció xinesa més ambiciosa i cara mai realitzada. Va guanyar diversos premis, inclòs el Jinji Jiang del 2023 a la millor pel·lícula, i va ser nominada al premi Cérvol d'Or. Després de l'important èxit al seu país d'origen, es va estrenar als EUA a càrrec de Well Go USA el 22 de setembre de 2023 i posteriorment arreu del món. Va rebre crítiques diverses per part de la crítica.
La seqüela, Feng Shen 2: Zhan huo xi qi, estrenada el 29 de gener de 2025 en motiu de l'Any Nou xinès, se centra en la defensa de Xiqi contra l'atac de Shang. La pel·lícula final de la trilogia presenta el contraatac de Xiqi, la victòria final i l'establiment de la dinastia Zhou.
El rodatge principal de la pel·lícula va començar el 9 de setembre de 2018 i va tenir lloc a Tsingtao, principalment als estudis Oriental Movie Metropolis.